# Villa (cognome)
Villa è un cognome di lingua italiana.

## Varianti
De Villa, Villar, Villari, Villas, Villaz, Villi, Villini, Villino, Villis, Villotti.

## Origine e diffusione
Cognome tipicamente settentrionale, è presente prevalentemente in Piemonte, Lombardia, Liguria ed Emilia.
Potrebbe derivare da un toponimo contenente la parola villa, con il significato di "borgo".
In Italia conta circa 8189 presenze.
La variante Villar è tipica del cuneese; Villari compare a Salerno, Napoli, Messina, Catania, Palermo, Siracusa e Reggio Calabria; Villaz, molto raro, compare in Valle d'Aosta; Villas, altresì raro, è veneto; Villi compare in Emilia-Romagna e Trentino-Alto Adige; Villotti è trentino; De Villa è tipicamente bellunese.

## Persone
- Carlo Villa, calciatore italiano (Monza, n.1905)
- Lino Villa, calciatore italiano (Villasanta, n.1946 - Monza, † 2018)
- Luca Villa, ex calciatore italiano (Bologna, n.1970)